# Leo van Lamsweerde

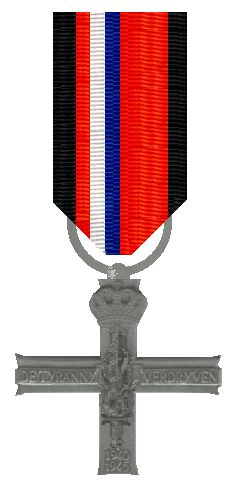
Verzetsherdenkings Kruis

Leonardus Matheus Petrus Maria (Leo) baron van Lamsweerde (Hatert, 5 juni 1919 - Hilversum, 25 oktober 1998) was Engelandvaarder.

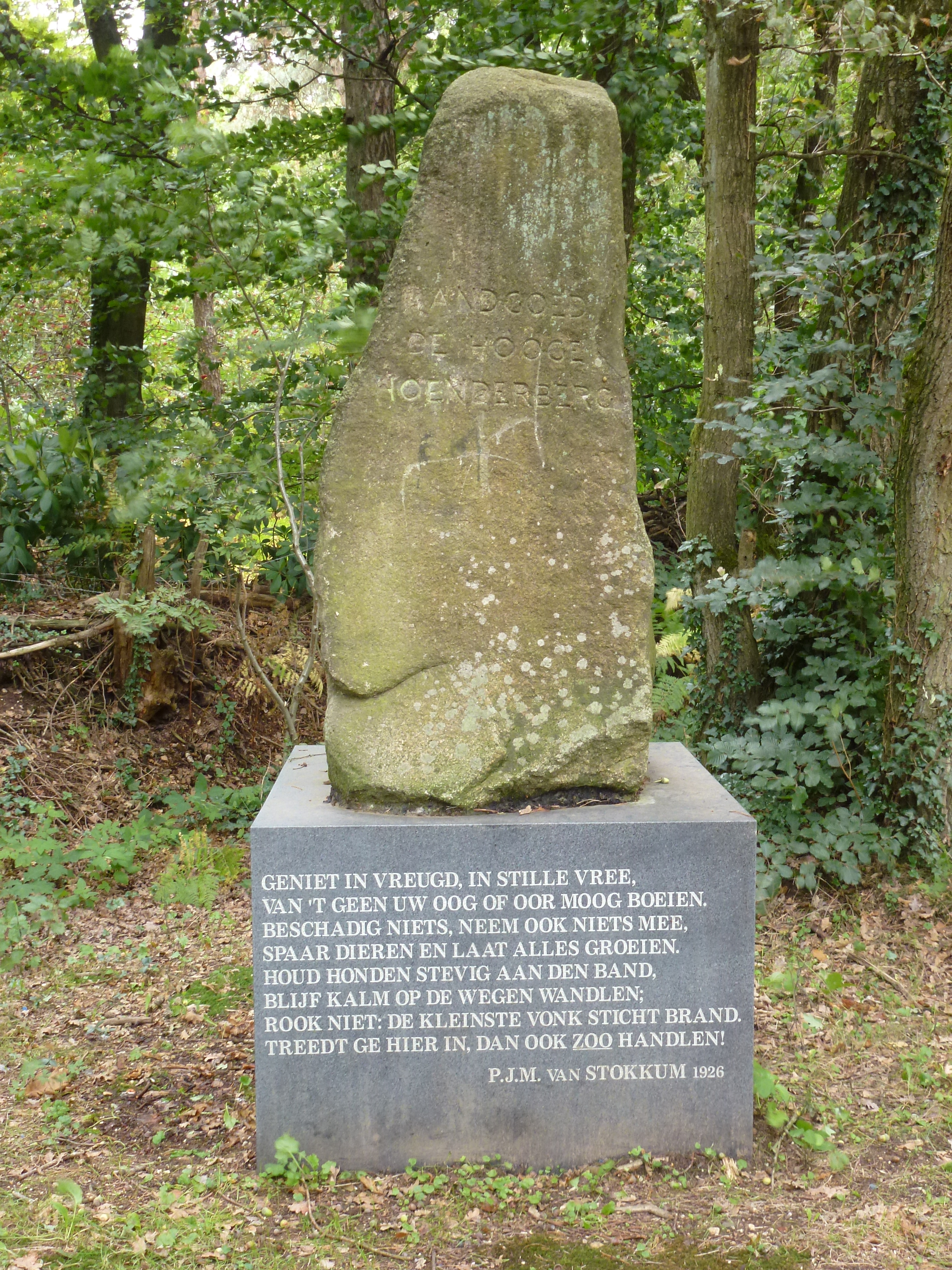
Steen bij landgoed De Hooge Hoenderberg

Van Lamsweerde groeide op in Groesbeek, waar zijn grootouders op landgoed De Hooge Hoenderberg woonden. Hij had vier broers van wie er twee jong overleden.

## Oorlogsjaren
In 1943 vond Van Lamsweerde het nodig om naar Engeland te gaan. Met een groep vrienden vertrok hij naar Frankrijk, Aan de voet van de Pyreneeën werd hij door Duitsers aangehouden, waardoor hij na een kort verblijf in Compiègne naar concentratiekamp Buchenwald werd gebracht. Tijdens een overplaatsing te voet naar een ander kamp wist hij te ontsnappen. Er stonden Russische vrouwen langs de weg, die hem daarbij hielpen. Vandaar liep hij naar Tsjechië, waar hij in het ondergrondse verzet meehielp. Hij kwam in mei 1945 weer terug in Nederland.

## Na de oorlog
Na de oorlog wilde Van Lamsweerde graag een opleiding tot verkeersvlieger doen. Toen bleek dat zijn ogen te slecht waren, werd hij purser bij de KLM. In 1947 trouwde hij in Amsterdam met Mary de Kat Angelino (1921).  Hun oudste zoon werd in 1948 in Karachi geboren, hun dochter in 1950 in Johannesburg en hun jongste zoon in 1955 in Hoofddorp. Daarna gingen ze in Hilversum wonen. Ze kregen acht kleinkinderen.
Van Lamsweerdes grote hobby was zweefvliegen. Hij was lid van de Gelderse zweefvliegclub Terlet. Op 22 juli 1980 kwam het record 'afstand in rechte lijn' met 253,2 km op zijn naam te staan.

## Onderscheiden
- Verzetsherdenkingskruis, in 1980 door prins Bernhard uitgereikt.

## Trivia
- Zijn grootvader, Alphonsus Maria Josephus Ernestus Antonius baron van Lamsweerde (1853-1919) was lid van de Eerste Kamer. Zijn grootmoeder, Eleonora Christine Herlova Stiernholm (1868-1955), was geboren in Kopenhagen.
- Zijn vrouw Mary was na de oorlog via Oostende naar Engeland gegaan waar zij meehielp kinderen uit Zeeland, Brabant en Limburg te verzorgen in Coventry. De uitgehongerde kinderen werden daar bijgevoed.